# Sikasso (krets)
Sikasso Cercle är en krets i Mali.   Den ligger i regionen Sikasso, i den södra delen av landet, 260 km sydost om huvudstaden Bamako. Antalet invånare är 725 494. Arean är 15 375 kvadratkilometer.
Terrängen i Sikasso Cercle är platt åt nordväst, men åt sydost är den kuperad.